# Lucidascocarpa
Lucidascocarpa är ett släkte av svampar. Lucidascocarpa ingår i familjen Dothideaceae, ordningen Dothideales, klassen Dothideomycetes, divisionen sporsäcksvampar och riket svampar.
|                | Endoconidioma                              |
|                |                                            |
|                | Vestergrenia                               |
|                |                                            |
|                | Asteromellopsis                            |
|                |                                            |
|                | Pachysacca                                 |
|                |                                            |
|                | Euryachora                                 |
|                |                                            |
|                | Didymochora                                |
|                |                                            |
|                | Dictyodothis                               |
|                |                                            |
|                | Systremma                                  |
|                |                                            |
|                | Omphalospora                               |
|                |                                            |
|                | Dothidea                                   |
|                |                                            |
|                | Auerswaldia                                |
|                |                                            |
|                | Stylodothis                                |
|                |                                            |
| Lucidascocarpa | \| \| Lucidascocarpa pulchella \| \| \| \| |
|                | \| \| Lucidascocarpa pulchella \| \| \| \| |
|                | Lucidascocarpa pulchella                   |
|                |                                            |

|  | Lucidascocarpa pulchella |
|  |                          |